# 2-methyl-2,4-pentaandiol
2-methyl-2,4-pentaandiol of hexyleenglycol is een kleurloze, viskeuze vloeistof met een hoog kookpunt. Ze is volledig mengbaar met water.

## Synthese
2-methyl-2,4-pentaandiol kan bereid worden door de hydrogenering van 4-hydroxy-4-methyl-2-pentanon. Het reactieproduct is een racemisch mengsel van de twee stereo-isomeren, de R(-)-vorm (CAS-nummer 99210-90-9) en de S(+)-vorm (CAS-nummer 99210-91-0).

## Toepassingen
De belangrijkste toepassing van 2-methyl-2,4-pentaandiol is als co-solvent in verven, lakken, vernissen, afbijtmiddelen, detergenten en andere schoonmaakmiddelen.
Verder wordt het ingezet als tussenproduct voor de synthese van andere verbindingen, als smeermiddel bij het boren naar olie en gas, als bevochtiger en verzachter bij leder- en textielverwerking. 2-methyl-2,4-pentaandiol wordt ook verwerkt in antivriesmiddelen, hydraulische vloeistoffen, parfums en cosmetica.